# Huachuca City (Arizona)
Huachuca City es un pueblo ubicado en el condado de Cochise en el estado estadounidense de Arizona. En el Censo de 2010 tenía una población de 1853 habitantes y una densidad poblacional de 255,52 personas por km².

## Geografía
Huachuca City se encuentra ubicado en las coordenadas 31°37′40″N 110°20′2″O / 31.62778, -110.33389. Según la Oficina del Censo de los Estados Unidos, Huachuca City tiene una superficie total de 7.25 km², de la cual 7.25 km² corresponden a tierra firme y (0%) 0 km² es agua.
Lugares cercanos son la ciudad de Sierra Vista, la base militar de Fort Huachuca y el aeropuerto Municipal de Sierra Vista.

## Demografía
Según el censo de 2010, había 1853 personas residiendo en Huachuca City. La densidad de población era de 255,52 hab./km². De los 1853 habitantes, Huachuca City estaba compuesto por el 77.12% blancos, el 6.42% eran afroamericanos, el 1.4% eran amerindios, el 2.05% eran asiáticos, el 0.81% eran isleños del Pacífico, el 6.8% eran de otras razas y el 5.4% pertenecían a dos o más razas. Del total de la población el 19.64% eran hispanos o latinos de cualquier raza.